# 1996年の日本プロ野球
1996年の日本プロ野球（1996ねんのにほんぷろやきゅう）では、1996年の日本プロ野球（NPB）における動向をまとめる。

## できごと

### 1月
- 1月24日
  - 1996年度の野球殿堂入りを決める競技者表彰委員会の記者投票の開票が行われ、元広島の衣笠祥雄と元巨人監督の藤田元司を選出[1]。

### 3月
- 3月7日
  - 阪神タイガースがオリックス・ブルーウェーブの平塚克洋を金銭トレードで獲得したと発表[2]。
- 3月25日
  - 阪神が西武ライオンズの清水義之を金銭トレードで獲得したと発表[3]。
- 3月31日
  - 近鉄バファローズが西武球場での対西武2回戦に2-0で勝ち、日本プロ野球史上9チーム目の開幕2戦連続完封勝利を達成。負けた西武は日本プロ野球史上5チーム目の開幕2戦連続完封負け[4]。

### 4月
- 4月2日
  - 巨人の広沢克が右手首痛のため、開幕の出場選手登録から外れることが明らかになり、1986年10月12日から続いた連続試合出場記録が1995年10月8日まで[5]の1180試合で途切れた[6]。
- 4月3日
  - オリックスがモントリオール・エクスポズのウィリー・フレーザーの獲得を発表。背番号は19[7]。
- 4月5日
  - プロ野球野のセ・リーグの公式戦が開幕[8]。
  - 読売ジャイアンツの斎藤雅樹が開幕試合となる東京ドームでの対阪神1回戦に先発し、日本プロ野球史上初の3年連続開幕完封勝利[9]。
- 4月7日
  - 福岡ダイエーホークスの秋山幸二が福岡ドームでの対西武2回戦の三回裏に犠飛を打ち、プロ通算1000打点を達成[10]。
- 4月10日
  - 西武の清原和博が西武球場での対日本ハムファイターズ2回戦の一回裏に2号2点本塁打を打ち、プロ通算300本塁打を達成[11]。
- 4月24日
  - 巨人がフロリダ・マーリンズ傘下のAAA級シャーロットのマリオ・ブリトーの入団を発表[12]。
- 4月27日
  - 東京ドームでの巨人対横浜ベイスターズ4回戦で巨人が1-0で勝ち、監督の長嶋茂雄が日本プロ野球史上15人目の監督通算600勝を達成。
  - ダイエーの松永浩美が西武球場での対西武3回戦の八回表に1号2点本塁打を打ち、プロ通算200本塁打を達成[13]。

### 5月
- 5月1日
  - 巨人のバルビーノ・ガルベスと中日の山﨑武司が、ナゴヤ球場で行われたの中日ドラゴンズ対巨人5回戦の5回裏に乱闘騒ぎを起こしたとして両者退場処分を受けた。これは巨人先発のガルベスが、中日の山崎武司の頭付近にボールを投げたことで山崎が激怒、ガルベスも応戦したことからに両軍総出の乱闘に発展。その後、巨人監督の長嶋茂雄はこの措置に不満で選手をベンチに引き上げ、放棄試合を辞さない姿勢を見せたが、連盟提訴を条件に最終的には試合再開に応じた。試合が約32分中断[14]。
- 5月3日
  - ダイエーの秋山幸二が福岡ドームでの対オリックス6回戦の6回裏に内野安打を放ち、プロ通算1500安打を達成。史上70人目[15]。
- 5月9日
  - 日生球場での最後のプロ野球公式戦となる近鉄対ダイエー7回戦が試合が行われる。近鉄が3対2で勝ち、試合終了後、負けたダイエー選手のバスにファンが生卵を投げつける[16]。
- 5月10日
  - 広島東洋カープの大野豊が広島市民球場での対横浜6回戦に先発し、自身が持つセ・リーグ史上最年長記録（当時）を更新する、40歳8か月で完封勝利する[17]。
- 5月14日
  - 日本ハムの田中幸雄が東京ドームでの対西武6回戦でプロ通算1000安打を達成[18]。
- 5月17日
  - 千葉ロッテマリーンズの伊良部秀輝が千葉マリンスタジアムでの対日本ハム7回戦に先発し、6回表バーナード・ブリトーから三振を奪い、プロ通算1000奪三振を達成。野茂英雄、江夏豊に次ぐ日本プロ野球史上3番目の早さ。9回一死まで投げてプロ通算1000投球回を達成[19]。
- 5月18日
  - 広島のロビンソン・チェコが甲子園球場での対阪神7回戦に先発し9回2死で初安打を許し、ノーヒット・ノーランを逃す[20]。
- 5月22日
  - 近鉄の池上誠一がナゴヤ球場での対ロッテ7回戦の6回表に3暴投を喫し、1イニング3暴投のプロ野球タイ記録。また、5回表も1暴投を喫し、1試合4暴投もプロ野球タイ記録[21]。
  - ダイエーの秋山幸二が西武球場での対西武9回戦に先発出場し、プロ通算1500試合出場を達成。史上115人目[22]。
- 5月25日
  - 藤井寺球場での近鉄対オリックス10回戦で日本プロ野球史上初の一試合3本の満塁本塁打。オリックスのイチローが7回表に5号、近鉄の内匠政博が三回裏4号、中村紀洋が七回9号を記録[23]。

### 6月
- 6月1日
  - 近鉄の赤堀元之が西武球場での対西武9回戦に登板し今季5セーブ目を挙げ、プロ通算100セーブを達成[24]。
  - 西武の佐々木誠が西武球場での対近鉄9回戦の2回裏に4号本塁打を打ち、プロ通算150本塁打を達成[25]。
- 6月8日
  - 横浜の駒田徳広が札幌円山球場での対阪神10回戦に出場し、プロ通算1500試合出場を達成[26]。
  - 広島の大野豊が福島での対ヤクルトスワローズ10回戦に先発し、六回一死まで投げプロ通算2000投球回を達成[27]。
- 6月10日
  - 中日の与田剛・吉鶴憲治とロッテの内藤尚行・森広二の交換トレードが成立したと中日・ロッテ両球団が発表[28]。
  - 阪神がグレン・デービス、スコット・クールボーに解雇通告[29]。
  - 巨人が広島の佐藤裕幸を金銭トレードで獲得し、入団が決定したと発表[30]。
- 6月11日
  - 西武の渡辺久信が西武球場での対オリックス12回戦に先発し、ノーヒット・ノーランを達成[31]。
- 6月17日
  - 阪神がテキサス・レンジャーズのクレイグ・ワーシントンとミルウォーキー・ブルワーズのケビン・マースの入団を発表[32]。
- 6月23日
  - 近鉄の清川栄治が藤井寺球場での対ロッテ12回戦の7回表に登板し、400試合連続救援登板を達成[33]。
- 6月25日
  - 近鉄の入来智と広島の吉本亮の交換トレードを両球団から発表[34]。
- 6月27日
  - 中日の今中慎二がナゴヤ球場での対広島5回表に金本知憲から三振を奪い、プロ通算1000奪三振を達成[35]。
  - 近鉄が阪神の久保康生を金銭トレードで獲得したと発表。近鉄への復帰は8年ぶり[36]。
- 6月29日
  - ヤクルトの古田敦也と阪神の山田勝彦が神宮球場で行われたヤクルト対阪神14回戦の8回裏に乱闘騒ぎを起こしたとして退場処分を受けた。この騒動は、古田敦也の打席で嶋田哲也が古田の頭部付近にビーンボール球を4球続けて投げたことで古田がバットを後ろに放り投げ、嶋田に歩みより、そこで古田を制止しようとした山田に古田が放り上げたバットが山田に当たりそうになったことから、山田も応酬してしまい、両チーム入り乱れての乱闘騒ぎに発展、試合は警告試合となった。[37]

### 7月
- 7月1日
  - ロッテの伊良部秀輝が千葉マリンスタジアムにてゼネラル・マネージャーの広岡達朗と会談し、メジャー・リーグへ移籍したい意向を正式に伝える[38]。
  - 阪神は球団代表の沢田邦昭が電鉄本社関連事業室部長へ転出し、本社航空営業本部旅行部長の野崎勝義が常務取締役に、西山和良が取締役本部長に、取締役編成部長に横溝桂が就任すると発表[39]。
- 7月2日
  - 広島の江藤智が呉市二河野球場での対横浜13回戦の2回裏に17号本塁打を打ち、プロ通算150本塁打を達成[40]。
- 7月3日
  - 巨人の落合博満が神宮球場での対ヤクルト15回戦の6回表に16号2点本塁打を打ち、プロ通算500本塁打を達成[41][42]。
  - ダイエーの秋山幸二が西武球場での対西武15回戦の一回表に6号本塁打を打ち、プロ通算3000塁打を達成[43]。
- 7月9日
  - 巨人は札幌円山球場での対広島16回戦の二回裏に9者連続安打のプロ野球タイ記録[44]。
  - 西武の渡辺久信が東京ドームでの対日本ハム15回戦の3回表に三振を奪い、プロ通算1500奪三振を達成[45]。
- 7月10日
  - 広島の加藤伸一が札幌円山球場での対巨人17回戦に先発し、5回二死を打ち取った時点でプロ通算1000投球回を達成。史上269人目[46]。
  - オリックスの藤井康雄が福岡ドームでの対ダイエー14回戦に出場し、プロ通算1000試合出場を達成。史上330人目[47]。
- 7月26日
  - ヤクルト対中日17回戦でヤクルトが9回表にトリプルプレーを達成。日本プロ野球史上初めて三重殺で試合終了[48]。

### 8月
- 8月7日
  - 日本ハムのロブ・デューシーが千葉マリンスタジアムでの対ロッテ21回戦の1回表に20号本塁打を打ち、プロ野球タイ記録の1シーズン8本の先頭打者本塁打[49]。
  - オリックスの本西厚博が西武球場での対西武20回戦に出場し、プロ通算1000試合出場を達成。史上335人目[50]。
- 8月9日
  - 横浜スタジアムでの横浜対阪神19回戦で阪神が3-3同点の延長12回表に11得点。延長戦での1イニング最多得点のプロ野球新記録[51]。
  - ロッテの田村藤夫が千葉マリンスタジアムでの対近鉄16回戦に出場し、プロ通算1500試合出場を達成[52]。
- 8月11日
  - 中日の野口茂樹が東京ドームでの対巨人19回戦に先発し、ノーヒットノーランを達成[53]。
- 8月15日
  - 西武の清原和博が西武球場での対近鉄16回戦の5回裏に酒井弘樹から四球を選び、プロ通算1000四球を達成。史上14人目[54]。
  - ダイエーの秋山幸二が東京ドームでの対日本ハム21回戦の4回表に吉永幸一郎の二ゴロで三塁から生還し、プロ通算1000得点を達成。史上28人目[55]。
- 8月16日
  - 巨人の斎藤雅樹が東京ドームでの対ヤクルト17回戦に先発して勝利投手となり、プロ通算150勝を達成[56]。
- 8月18日
  - 横浜は福山での対広島20回戦でプロ野球タイ記録の1試合6併殺打[57]。
- 8月22日
  - ロッテは監督の江尻亮が胸が圧迫されるなどの症状のため24日の日本ハム戦から4試合欠場し、ヘッドコーチの江藤省三が代理となると明らかにした[58]。
- 8月27日
  - 巨人の落合博満が広島市民球場での対広島21回戦の8回表に右前適時打を打ち、プロ通算1500打点を達成[59]。
- 8月30日
  - オリックスのイチローがグリーンスタジアム神戸での対ダイエー22回戦で7回裏に左中間安打を打ちこの日3本目の安打を打ち、プロ野球新記録となる1シーズン23回目の1試合3安打以上[60]。

### 9月
- 9月10日
  - 日本ハムの監督の上田利治が東京ドームでの対オリックス20回戦を体調不良のため休養し、ヘッドコーチの住友平が代理を務めた。試合前、球団社長の持田三郎と会談し「家庭内問題などの心労のため指揮が執れる状態にない」と訴えて認められたため[61]。
- 9月12日
  - 阪神の球団社長の三好一彦は球団事務所にて監督の藤田平に対し来季は契約しないと通告。これに対し藤田は「契約年数について異論がある」と納得せず[62]。
  - 日本ハムは家庭内問題の心労で休養し、辞意を表明した監督の上田利治への慰留が難航しているため、ヘッドコーチの住友平が今季終了まで代理監督を務める事を決定[63]。
- 9月13日
  - 阪神の監督の藤田平が14時から甲子園球場内の球団事務所にて球団社長の三好一彦と話合い。会談後、三好が記者会見し「異論があった契約年限の考え方でお互いに歩み寄り、合意に達した」と発表。チーフコーチの柴田猛がこの日の横浜スタジアムでの対横浜22回戦から残り13試合代理監督を務める事が決定[64]。
- 9月17日
  - 近鉄の鈴木貴久が藤井寺球場での対ロッテ19回戦の8回裏に安打を放ち、プロ通算1000安打を達成。史上184人目[65]。
- 9月23日
  - オリックスが地元グリーンスタジアム神戸での対日本ハム24回戦で延長10回裏イチローのサヨナラ安打で勝利し、2年連続パ・リーグ優勝を決める[66]。
- 9月28日
  - 日本ハムの田中幸雄がグリーンスタジアム神戸での対オリックス25回戦の2回表に22号2点本塁打を放ち、プロ通算150本塁打を達成。史上106人目[67]。

### 10月
- 10月1日
  - 広島の小早川毅彦が広島市民球場での対中日23回戦の7回裏に代打で出場して内野安打を打ち、プロ通算1000安打を達成[68]。
- 10月3日
  - 広島が小早川毅彦に戦力外通告[69]。
  - 阪神の木戸克彦が今季限りでの引退を表明。来季はコーチに就任し、チームに残留する[70]。
- 10月6日
  - 中日対巨人25回戦がナゴヤ球場で行われ、巨人が中日を5-2で下し、2年ぶりにセ・リーグ優勝を決める（メークドラマ）[71]。
  - 横浜の野村弘樹が横浜スタジアムでの対広島26回戦に先発して3回を投げ、プロ通算1000投球回を達成。史上270人目[72]。
  - 横浜の荒木大輔が今季限りでの現役引退を表明[73]。また、横浜はグレン・ブラッグスの退団を発表[74]。
- 10月8日
  - ヤクルトが金森栄治の任意引退とヘンスリー・ミューレン、宮本賢治、西岡洋、古沢淳を自由契約選手とすることを発表[75]。
  - 中日の郭源治が現役引退を表明し、星野仙一監督に了承された[76]。
  - ロッテが平野謙の現役引退を発表。来季はロッテの二軍コーチに就任[77]。
  - 近鉄が一軍投手コーチに元阪神で野球解説者の小林繁の就任を発表[78]。併せて安達俊也、中村良二、野林大氣、柳田昌夫、平江巌に戦力外通告[79]。
- 10月9日
  - ロッテのオーナー代行の重光昭夫が東京・西新宿のロッテ本社で記者会見し、ゼネラルマネージャーの広岡達朗が辞任したと発表[80]。
  - 阪神が甲子園球場での対中日26回戦の一回裏、無死満塁の場面で新庄剛志が18号満塁本塁打、一死満塁の場面で代打・塩谷和彦が1号満塁本塁打を打ち、プロ野球史上初の1イニング2本の満塁本塁打を記録[81]。
  - ダイエーの石毛宏典が今季限りでの現役引退を表明[82]。
- 10月10日
  - ロッテのオーナー代行の重光昭夫は監督の江尻亮が辞任したと発表[83]。
  - 西武が打撃コーチに元巨人の西岡良洋の就任を発表[84]。
  - 中日が野中徹博、上原晃、川畑泰博、笹山洋一、山田和利に戦力外通告[85]。
- 10月11日
  - ロッテが池辺巌守備走塁コーチ、立花龍司コンディショニングコーチの退団を発表[86]。
- 10月14日
  - ロッテは元横浜監督の近藤昭仁が監督に就任したと発表[87]。
- 10月16日
  - 阪神が柴田猛チーフ兼バッテリーコーチ、小林正之外野守備走塁コーチの退団を発表[88]。
  - ダイエーがバッテリーコーチに若菜嘉晴、守備走塁コーチに島田誠の就任を発表[89]。
- 10月17日
  - 横浜が伊藤敦規、飯塚富司に戦力外通告[90]。
- 10月21日
  - 沢村賞の選考委員会が都内のホテルで開かれ、巨人の斎藤雅樹を選出[91]。
  - ヤクルトが前広島の小早川毅彦の入団を発表[92]。
  - 阪神がヘッドコーチに一枝修平の就任を発表[93]。
- 10月22日
  - 日本ハムが新外国人選手としてビリー・ムニョスの入団を発表[94]。
  - 横浜がシカゴ・カブスのマイク・キャンベル、ボストン・レッドソックスのビル・セルビーの獲得を発表[95]。また、横浜は一軍投手コーチに権藤博の就任を発表。来季は斉藤明夫投手コーチとの2人体制で、森山良二投手コーチ補佐は二軍を担当[96]。
- 10月24日
  - オリックス対巨人の日本シリーズ第5戦がグリーンスタジアム神戸で行われ、オリックスが巨人を5-2で下して対戦成績を4勝1敗とし、シリーズ優勝を決める[97]。
  - ヤクルトがトーマス・オマリーに戦力外通告[98]。
- 10月26日
  - プロ野球の最優秀選手、最優秀新人、ベストナインを決めるプロ野球担当記者の投票の開票が行われ、最優秀選手にセ・リーグは巨人の松井秀喜、パ・リーグはオリックスのイチローが選出される。最優秀新人にセ・リーグは巨人の仁志敏久、パ・リーグは日本ハムの金子誠が選出される[99][100]。
- 10月27日
  - 西武の清原和博がFA宣言を行使[101]。
- 10月28日
  - 広島の入来智・御船秀之と近鉄の吉本亮の2対1の交換トレードを両球団から発表[102]。
- 10月29日
  - 正力松太郎賞の選考委員会が都内のホテルで開かれ、オリックスの監督の仰木彬の受賞を決定[103]。
  - 巨人は水野雄仁、岡崎郁が今季限りで現役引退すると発表[104]。
  - 西武がダリン・ジャクソンの解雇を発表[105]。
  - 阪神の和田豊がFA宣言して残留することを表明[106]。
  - 日本ハムがロブ・デューシーの解雇とバーナード・ブリトーの退団を発表[107]。
  - ロッテがウェス・チェンバレンの退団を発表[108]。
- 10月31日
  - 巨人がシェーン・マック、マリオ・ブリトーに来季の契約を結ばないことを通告[109]。

### 11月
- 11月2日
  - ロッテの田村藤夫がFA宣言を行使[110]。
- 11月5日
  - 巨人の長嶋一茂が今季限りでの現役引退を表明[111]。
- 11月8日
  - 近鉄の鈴木貴久がFA宣言して残留することを表明[112]。
  - 横浜が有働勝次（克也）に戦力外通告[113]。
- 11月9日
  - オリックスの井箟重慶は一軍投手コーチの山田久志の退団を発表[114]。
- 11月12日
  - 広島が前日本ハムの白井康勝と前ロッテの東瀬耕太郎の獲得を発表[115]。
- 11月13日
  - 巨人はロッテを自由契約になっていたエリック・ヒルマンの獲得を発表[116]。
  - 日本ハムがヤクルトの橋上秀樹を金銭トレードで獲得したと発表[117]。
- 11月14日
  - ダイエーがFA宣言していたロッテの田村藤夫と千葉県浦安市内のホテルで入団交渉を行い、入団が決定したと発表[118]。
  - ロッテが横浜の高橋眞裕を金銭トレードで獲得したと発表[119]。
  - 阪神が石嶺和彦に戦力外通告[120]。
- 11月15日
  - 中日は入団テストした前横浜の有働克也の採用を決定[121]。
- 11月17日
  - 中日のダーネル・コールズの退団が決定[122]。
- 11月19日
  - 巨人が兄弟エレファンツのルイス・サントスの入団を発表[123]。
- 11月21日
  - プロ野球の新人選択会議が新高輪プリンスホテルにて開催される[124]。
- 11月24日
  - 巨人はホテル・ニューオーターにて記者会見し、西武からFA宣言していた清原和博の入団を正式に発表[125]。
- 11月28日
  - 巨人の落合博満が東京・大手町の読売新聞本社にて本社社長の渡辺恒雄を訪ね、退団を申し入れ了承される。同じ一塁手の清原和博が入団したため球団は打撃コーチ兼任選手としての残留を求めたが、主力選手として現役続行を望んだため[126]。

### 12月
- 12月3日
  - 阪神の石嶺和彦が今季限りでの現役引退を表明[127]。
- 12月10日
  - 阪神の中西清起が今季限りでの現役引退を表明[128]。
- 12月12日
  - 日本ハムは都内のホテルにて記者会見し、前巨人の落合博満の入団を正式に発表[129]。
- 12月16日
  - 近鉄の石井浩郎が球団と大阪市内のホテルで4度目の契約更改交渉を行ったが、球団側は前回と同じく怪我を理由に①今年より62%ダウンの年俸5千万円、出来高払い1億円②今年より50%ダウンの年俸6千5百万円、出来高払い8千5百万円の2つの条件を提示。石井は野球協約にある年俸の減額制限30%以内を超えているとして更改を拒否。球団社長の筑間啓亘は「残る道はトレードしかない」と語り、石井の他球団へのトレードが決定[130]。
  - 株式会社よみうりが取締役会を開き、巨人オーナーの正力亨が名誉オーナーに、新オーナーに読売新聞本社社長の渡辺恒雄が就任する人事を承認[131]。この後日本野球機構とセ・リーグに届け出、了承される[132]。
- 12月18日
  - 中日は新外国人として獲得を調査していたレオ・ゴメス（シカゴ・カブス）と条件面（1年契約で契約金2,000万円・年俸1億2,000万円）で合意し、カブスとの金銭トレードによるゴメス獲得が内定したことを発表[133]。
  - 西武は新外国人としてドミンゴ・マルティネス（元トロント・ブルージェイズ）、ブライアン・ギブンス（元ミルウォーキー・ブリュワーズ）、ロバート・ウィッシュネフスキー（元台湾・兄弟エレファンツ）の獲得を発表[134]。いずれも1年契約で、年俸はマルティネス（背番号60）が8,000万円、ギブンス（背番号50）とウィッシュネフスキー（背番号55）は5,000万円[134]。
- 12月19日
  - 阪神はボストン・レッドソックスのマイク・グリーンウェルと2年契約を締結し[135]、同日中に獲得を発表[136]。

## 競技結果

### ペナントレース
| 順位 | 球団               | 勝 | 敗 | 分 | 勝率 | 差   |
| 1位  | 読売ジャイアンツ   | 77 | 53 | 0  | .592 | 優勝 |
| 2位  | 中日ドラゴンズ     | 72 | 58 | 0  | .554 | 5.0  |
| 3位  | 広島東洋カープ     | 71 | 59 | 0  | .546 | 6.0  |
| 4位  | ヤクルトスワローズ | 61 | 69 | 0  | .469 | 16.0 |
| 5位  | 横浜ベイスターズ   | 55 | 75 | 0  | .423 | 22.0 |
| 6位  | 阪神タイガース     | 54 | 76 | 0  | .415 | 23.0 |

| 順位 | 球団                       | 勝 | 敗 | 分 | 勝率 | 差   |
| 1位  | オリックス・ブルーウェーブ | 74 | 50 | 6  | .597 | 優勝 |
| 2位  | 日本ハムファイターズ       | 68 | 58 | 4  | .540 | 7.0  |
| 3位  | 西武ライオンズ             | 62 | 64 | 4  | .492 | 13.0 |
| 4位  | 近鉄バファローズ           | 62 | 67 | 1  | .481 | 14.5 |
| 5位  | 千葉ロッテマリーンズ       | 60 | 67 | 3  | .472 | 15.5 |
| 6位  | 福岡ダイエーホークス       | 54 | 74 | 2  | .422 | 22.0 |

### 日本シリーズ
| 日付                                              | 試合   | ビジター球団（先攻）       | スコア | ホーム球団（後攻）         | 開催球場               |
| ------------------------------------------------- | ------ | -------------------------- | ------ | -------------------------- | ---------------------- |
| 10月19日（土）                                    | 第1戦  | オリックス・ブルーウェーブ | 4 - 3  | 読売ジャイアンツ           | 東京ドーム             |
| 10月20日（日）                                    | 第2戦  | オリックス・ブルーウェーブ | 2 - 0  | 読売ジャイアンツ           | 東京ドーム             |
| 10月21日（月）                                    | 移動日 | 移動日                     | 移動日 | 移動日                     | 移動日                 |
| 10月22日（火）                                    | 第3戦  | 読売ジャイアンツ           | 2 - 5  | オリックス・ブルーウェーブ | グリーンスタジアム神戸 |
| 10月23日（水）                                    | 第4戦  | 読売ジャイアンツ           | 5 - 1  | オリックス・ブルーウェーブ | グリーンスタジアム神戸 |
| 10月24日（木）                                    | 第5戦  | 読売ジャイアンツ           | 2 - 5  | オリックス・ブルーウェーブ | グリーンスタジアム神戸 |
| 優勝：オリックス・ブルーウェーブ（19年ぶり4回目） |        |                            |        |                            |                        |

#### 個人タイトル
|                                               | セントラル・リーグ | セントラル・リーグ | セントラル・リーグ | パシフィック・リーグ | パシフィック・リーグ | パシフィック・リーグ |
| タイトル                                      | 選手               | 球団               | 成績               | 選手                 | 球団                 | 成績                 |
| --------------------------------------------- | ------------------ | ------------------ | ------------------ | -------------------- | -------------------- | -------------------- |
| 最優秀選手                                    | 松井秀喜           | 巨人               |                    | イチロー             | オリックス           |                      |
| 最優秀新人                                    | 仁志敏久           | 巨人               |                    | 金子誠               | 日本ハム             |                      |
| 首位打者                                      | A.パウエル         | 中日               | .340               | イチロー             | オリックス           | .356                 |
| 本塁打王                                      | 山崎武司           | 中日               | 39本               | T.ニール             | オリックス           | 32本                 |
| 打点王                                        | L.ロペス           | 広島               | 109点              | T.ニール             | オリックス           | 111点                |
| 最多安打                                      | A.パウエル         | 中日               | 176本              | イチロー             | オリックス           | 193本                |
| 盗塁王                                        | 緒方孝市           | 広島               | 50個               | 村松有人             | ダイエー             | 58個                 |
| 最高出塁率                                    | 江藤智             | 広島               | .431               | イチロー             | オリックス           | .422                 |
| 最優秀防御率                                  | 斎藤雅樹           | 巨人               | 2.36               | 伊良部秀輝           | ロッテ               | 2.40                 |
| 最多勝利                                      | 斎藤雅樹           | 巨人               | 16勝               | K.グロス             | 日本ハム             | 17勝                 |
| 最多勝利                                      | B.ガルベス         | 巨人               | 16勝               | K.グロス             | 日本ハム             | 17勝                 |
| 最多奪三振                                    | 斎藤隆             | 横浜               | 206個              | 工藤公康             | ダイエー             | 178個                |
| 最高勝率                                      | 斎藤雅樹           | 巨人               | .800               | 星野伸之             | オリックス           | .722                 |
| 最優秀救援投手                                | 佐々木主浩         | 横浜               | 29SP               | 赤堀元之             | 近鉄                 | 30SP                 |
| 最優秀救援投手                                | 佐々木主浩         | 横浜               | 29SP               | 成本年秀             | ロッテ               | 30SP                 |
| 最優秀中継ぎ投手（セ） 最多ホールド投手（パ） | 河野博文           | 巨人               | 12.45RP            | 島崎毅               | 日本ハム             | 16H                  |

#### ベストナイン
|          | セントラル・リーグ | セントラル・リーグ | パシフィック・リーグ | パシフィック・リーグ |
| 守備位置 | 選手               | 球団               | 選手                 | 球団                 |
| -------- | ------------------ | ------------------ | -------------------- | -------------------- |
| 投手     | 斎藤雅樹           | 巨人               | E.ヒルマン           | ロッテ               |
| 捕手     | 西山秀二           | 広島               | 吉永幸一郎           | ダイエー             |
| 一塁手   | L.ロペス           | 広島               | 片岡篤史             | 日本ハム             |
| 二塁手   | 立浪和義           | 中日               | 大島公一             | オリックス           |
| 三塁手   | 江藤智             | 広島               | 中村紀洋             | 近鉄                 |
| 遊撃手   | 野村謙二郎         | 広島               | 田中幸雄             | 日本ハム             |
| 外野手   | A.パウエル         | 中日               | イチロー             | オリックス           |
| 外野手   | 松井秀喜           | 巨人               | 田口壮               | オリックス           |
| 外野手   | 山崎武司           | 中日               | 村松有人             | ダイエー             |
| 指名打者 |                    |                    | T.ニール             | オリックス           |

## 誕生
1996年の野球を参照

## 死去
1996年の野球を参照